# مسلسل هموفيلي
مسلسل هموفيلي بالفارسية يدعى عنصر ثمانية ((فاكتور هشت)) مسلسل إيراني يتناول قضية طفل عمره 6 سنوات مريض بناعور (مرض) والأم تبحث لطفلها عن علاج في ظروف ملتبسة متداخلة في دراما آسرة للنفوس.

## ملخص المسلسل
الدکتورة ایرانمنش هي طبیبة المصابین بمرض الهموفیلیا أي ناعور (مرض)، طفلها عمره 6 سنوات هو أیضا مصاب بهذا المرض الامر الذي یوثر علی الدکتوره ایرانمنش ویکون هذا الأمر دافعا ً لها من أجل دراسة هذا المرض وبحثه من أجل کشف دواء يقضي على هذا المرض. إحدی عوامل دواء هذا المرض ثمنه باهظاً فتکلفة تصیر کل علبة من دواء هذا الداء بحدود ألف دولار. تقوم الدکتورة ایرانمنش باعلان جهوزیتها من اجل دراسة واقامة بعض التحقیقات إذا ماتوفرت لها الإمکانات اللازمة لکشف دواء اقل تکلفة من الدواء المعمول به حالیا والذی ثمنه باهضاً جداً.و يتحدث المسلسل عن دواء عنصر ثمانية وهذه اسم المسلسل بالفارسية.
ملاحظة:
یعتبر موضوع وفکرة مسلسل الهموفیلیا من عناصر قوته، حیث سعی المخرج رضا کریمي وببذل المزید من الجهد من اجل ان یتمایز عمله الفني هذا عن باقي أعماله الاخری، ونجح أخیرا هذا المسلسل في تحقیق هذا الأمرمن ناحیة جلب استحسان المخاطب وتناغم الموسیقي ومن ناحیة بناء القصة وتالیفه بالشکل الذي یری المشاهد في کل لحظه من لحظات المسلسل حادثة جدیدة وغیر متوقعة وان هذا الامر یزید من جمالیة وجذابیة مسلسل الهموفیلیا.

### طاقم العمل
المخرج: رضا کریمي
المعد: جودي
السیناریو: فیاض موسوي، وسینا وزیري ومهرداد نیکنام

### الممثلین
- ستاره اسکندري
- بزمان بازغي
- قطب‌الدین صادقي
- حسن جوهرجي
- لادن طباطبائي
- هومن برق نورد
- فريبا نادري
- أميد شهبازي.